# Amata ecliptis
Amata ecliptis là một loài bướm đêm thuộc phân họ Arctiinae, họ Erebidae.